# لوسي كريستوفر
لوسي كريستوفر (بالإنجليزية: Lucy Christopher)‏ هي كاتِبة بريطانية وأسترالية، ولدت في 1981 في ويلز في المملكة المتحدة.

## وصلات خارجية
- الموقع الرسمي
- لوسي كريستوفر على موقع ميوزك برينز (الإنجليزية)